# Sargus pallidus
Sargus pallidus är en tvåvingeart som först beskrevs av Macquart 1838.  Sargus pallidus ingår i släktet Sargus och familjen vapenflugor.
Artens utbredningsområde är Madagaskar. Inga underarter finns listade i Catalogue of Life.